# Primera Iglesia Presbiteriana (Hartford City)
La Primera Iglesia Presbiteriana de Hartford City es una iglesia presbiteriana situada en Hartford City, en el estado de Indiana (Estados Unidos). Es el edificio de la iglesia más antiguo en una pequeña ciudad que en un momento fue una comunidad bulliciosa con hasta diez fábricas de vidrio y más de 20 salones. Ubicada en la esquina de las calles High y Franklin, la iglesia es parte del distrito histórico de Hartford City Courthouse Square. Fue agregada al Registro Nacional de Lugares Históricos en 1986.
La construcción comenzó en 1892 y se completó en 1893. Se considera uno de los mejores ejemplos de la ciudad del estilo arquitectónico románico richardsoniano. Un aspecto del edificio que lo hace especialmente notable son sus ventanas. La iglesia cuenta con enormes vitrales que fueron hechos a mano en Bélgica y ensambladas por trabajadores locales originarios de ese país.
En el momento en que se construyó la iglesia, la región estaba experimentando un crecimiento económico que se conoce como el auge del gas de Indiana. La mayoría de los edificios del Distrito Histórico de Courthouse Square se construyeron durante ese período, incluidos los dos edificios que figuran en el Registro Nacional de Lugares Históricos: el Palacio de Justicia del Condado de Blackford y la Primera Iglesia Presbiteriana.

## Presbiterianos en Hartford City
En la década de 1840, la comunidad que eventualmente se llamaría Hartford City todavía se llamaba Hartford. Los metodistas habían estado celebrando servicios religiosos cristianos en el área desde la década de 1830. Una segunda rama del cristianismo llegó al área el 18 de diciembre de 1843, cuando la Iglesia Presbiteriana de Hartford fue fundada por un grupo de trece personas y el Reverendo Samuel N. Steel. El edificio original de la comunidad se construyó en el extremo sureste del pueblo en 1844 y estaba ubicado en Mulberry Street, entre las calles Water y Washington.
Hartford era una pequeña comunidad agrícola no incorporada en ese momento, y las tierras agrícolas estaban a solo dos cuadras de la iglesia. La iglesia pasó a llamarse Iglesia Presbiteriana de Blackford en 1853. Ese nombre duró poco, ya que la iglesia se conoció como la Iglesia Presbiteriana de Hartford (nuevamente) en 1855.
Hoy, la ubicación original de la iglesia en Mulberry Street está a unas dos cuadras de la actual plaza del palacio de justicia de Hartford City. Hartford pasó a llamarse Hartford City en la década de 1850 cuando se descubrió que una comunidad llamada Hartford ya existía en Indiana. La comunidad renombrada creció lo suficiente como para incorporarse como ciudad en 1857.
La congregación presbiteriana también estaba creciendo, aunque la iglesia aún tenía que mantener al mismo ministro durante más de tres años. Los miembros incluían "algunos de los ciudadanos más respetados del condado", con apellidos como Willman, Gable, Reasoner, Fulton, Emshwiller, Woolard, Sanderson y McEldowney. (El primer colono del área fue Benjamin Reasoner).
A medida que la casa de culto se llenaba de gente, las damas de la congregación comenzaron un fondo para una nueva iglesia. El 7 de marzo de 1868, los presbiterianos compraron un lote en el lado norte de Hartford City en la esquina de las calles High y Franklin, no lejos de la ubicación de una iglesia metodista utilizada en la década de 1840. El lote costó 150 dólares. Rápidamente se construyó una nueva Iglesia Presbiteriana con estructura de madera. La mano de obra fue aportada por miembros de la iglesia y amigos. 
La nueva iglesia era más grande y mejor amueblada que la iglesia anterior, y se calentó con dos estufas. Sin embargo, en las siguientes dos décadas, el hacinamiento se convirtió nuevamente en un problema. Los miembros de la congregación no estaban dispuestos a endeudarse profundamente por una nueva estructura, pero comenzaron a trabajar para adquirir los recursos financieros necesarios para lograr su objetivo de una casa de culto más grande.
Las mujeres de la congregación  nuevamente jugaron un papel importante en la recaudación de fondos para un nuevo edificio, con varios proyectos y clubes. Entre los grupos de recaudación de fondos se encontraban el Sewing Circle, el Reading Circle y la Aftermath Society. 
En 1883, se estableció un grupo adicional con el nombre extenso de "Sociedad Misionera Nacional y Extranjera de la Ciudad de Hartford, Presbiterio Muncie, Auxiliar de las Ramas Noroeste de la Iglesia Presbiteriana". Esa organización, que comenzó con 6 miembros, tenía hasta 80 miembros e invitados en reuniones durante el año. En 1880 Hartford City tenía una población de solo 1470 personas.

## Construcción

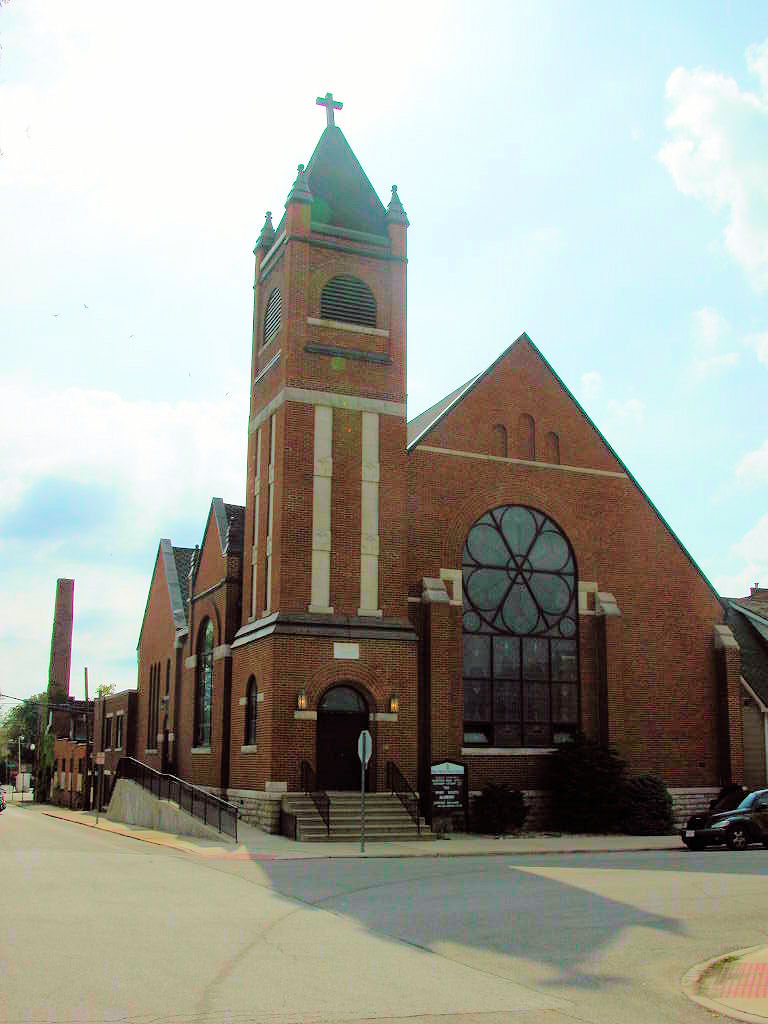
Lado oeste (High Street) de la Primera Iglesia Presbiteriana de Hartford City en 2010

En 1890, el Reverendo A. Judson Arrick fue instalado como el nuevo pastor de la Iglesia Presbiteriana de Hartford City. A instancias suyas, los miembros trabajaron aún más para recaudar fondos para un nuevo edificio de iglesia. Finalmente, se presentaron los planos para el nuevo edificio y se adjudicó un contrato a Alec Gable para la construcción de un nuevo edificio de ladrillos. En 1892, la Iglesia Presbiteriana de estructura de madera se trasladó una cuadra al este hasta Jefferson Street, lo que permitió que comenzara la construcción de una nueva casa de culto en el sitio de Franklin y High Street. La piedra angular del nuevo edificio se colocó durante el mismo año en que se inició la construcción. Desafortunadamente, el reverendo Arrick predicó su último sermón en Hartford City el 6 de septiembre de 1892 y no pudo ver la iglesia completa. En diciembre, se completó la cubierta y se colocó el piso, y los miembros de la iglesia celebraron su primer servicio en la estructura parcialmente terminada el 8 de enero de 1893. El reverendo JW Fulton fue el nuevo pastor.
En julio de 1893, se completó el nuevo edificio y el 9 de julio se realizó la dedicación con la presencia del reverendo Charles H. Payne, un destacado Nueva York divina, además de visitantes de las ciudades y pueblos cercanos. En la ceremonia, se anunció que se necesitarían 5000 dólares para pagar las deudas. En ese momento se recogieron 4809 dólares. Más tarde esa noche, se donaron fondos adicionales y el total general del día fue de 5 529 dólares. Entre los donantes había cinco personas que prometieron 300 dólares cada una, más un grupo (Aftermath Society) también prometió 300 dólares. Por lo tanto, la iglesia quedó libre de deudas. El edificio fue para la época, con un costo de más de 10 000 dólares. Sin embargo, los años de planificación y generosidad de la congregación fueron recompensados con una estructura libre de deudas que se consideró un gran logro. La iglesia tenía dos salas principales: el santuario en el lado oeste y una sala de conferencias en el este.
La vieja iglesia con estructura de madera no fue abandonada. Se alquiló por unos años y se usó como bodega. En algún momento antes de 1895, fue deconstruida nuevamente y trasladado al lado sur de la ciudad. El edificio de madera sirvió como lugar para una escuela dominical misionera, y la asistencia promedio fue de 30 a 40 estudiantes cada domingo.

### Arquitectura

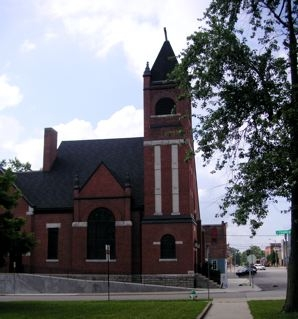
Lado norte (Franklin Street) de la Primera Iglesia Presbiteriana de Hartford City en 2006

Uno de los periódicos locales dijo: "El edificio es uno que hace un crédito a la ciudad así como a la congregación... un monumento del que pueden estar justamente orgullosos".  Se considera el mejor ejemplo de Hartford City del estilo románico richardsoniano. La interpretación de Henry Hobson Richardson del estilo arquitectónico neorrománico se hizo popular en Estados Unidos a fines del siglo XIX, especialmente para iglesias y edificios públicos. Típico de su estilo era una gran torre única, arcos de medio punto sobre ventanas y puertas, grupos de ventanas, hastiales y colores o texturas contrastantes en mampostería exterior de piedra y ladrillo.
Alec Gable, el arquitecto que diseñó la Primera Iglesia Presbiteriana de Hartford City, incorporó muchas de estas características. El exterior es de ladrillo adornado con piedra caliza, una mezcla de texturas exteriores típicas del estilo arquitectónico románico de Richardson. Indiana es famosa por su piedra caliza, que se ha utilizado en monumentos, universidades y edificios gubernamentales que se encuentran en todo Estados Unidos. La fachada principal de la iglesia está a dos aguas con una puerta de arco de medio punto y un gran vitral. Un campanario cuadrado, ubicado en la esquina noroeste, divide los lados norte y oeste. La parte superior de la torre es de pendiente empinada, en forma de pirámide y está coronada con una cruz cristiana. Estas son más características típicas de los diseños de Richardson. Las esquinas de la torre forman pilares que se elevan por encima de la base del techo, y cada pilar tiene una tapa circular que se inclina hacia un punto con punta de bola.
El lado oeste de la estructura, que alberga la entrada principal (High Street) al santuario (ubicado en la base del campanario), presenta un enorme vitral rodeado de estrechos contrafuertes de ladrillo rematados con piedra caliza. Contrafuertes adicionales, similares en apariencia pero ligeramente más bajos en altura, están ubicados a ambos lados de la esquina suroeste del edificio. La ventana circular, conocida como rosetón, es similar al estilo de las ventanas circulares que se encuentran en las catedrales europeas. Las catedrales de Saint-Denis y de Chartres son ejemplos del rosetón en Europa.
El lado norte original (Franklin Street) del edificio (ver foto aquí) tiene dos secciones a dos aguas. La sección ubicada junto al campanario contiene un gran vitral de colores superada en tamaño solo por la enorme ventana en el lado oeste. Ambas ventanas grandes (del lado oeste y del lado norte) son visibles desde el interior del santuario de la iglesia. Otra sección a dos aguas en el lado norte, más al este de la torre, es la ubicación de la entrada de Franklin Street al edificio, y más vitrales.

### Vitral

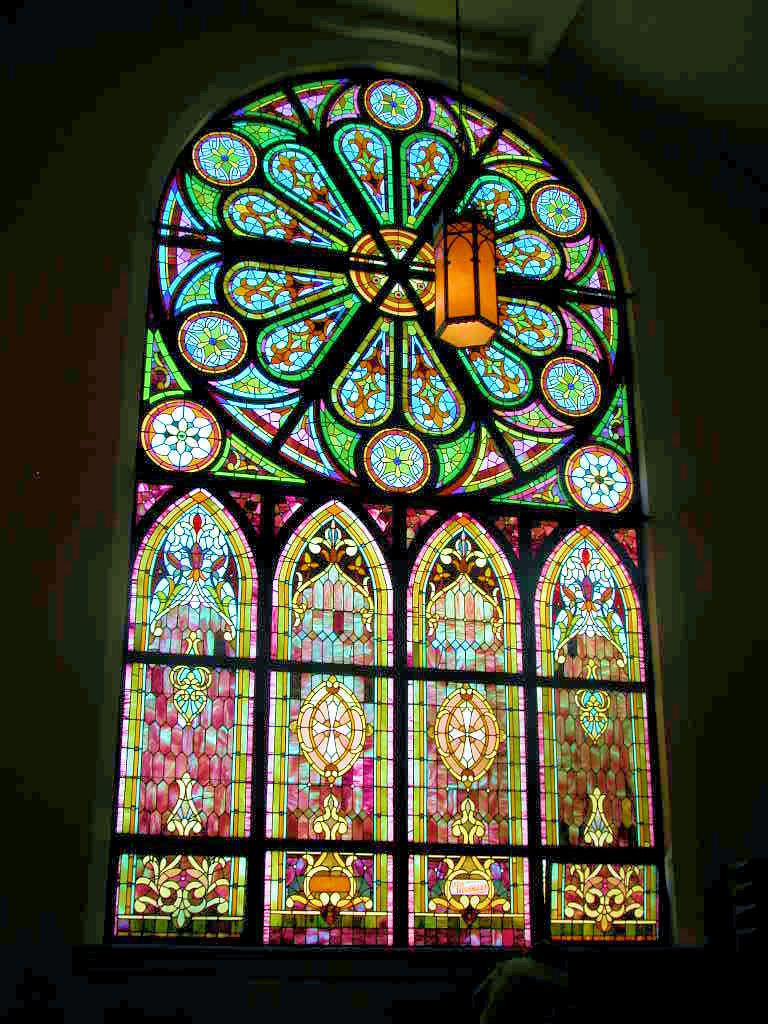
Gran vitral en el lado de High Street

Una de las características principales de la versión de 1893 del edificio de la iglesia era (y sigue siendo) una enorme vitral en el lado de High Street (oeste) del santuario. Más de cincuenta años después de la instalación de la ventana, todavía se creía que era la ventana más grande encerrada en un marco en el estado de Indiana. La vitral fue pagada por la Sra. George Gable como un monumento a su madre (Lydia Taughinbaugh), quien fue uno de los miembros fundadores de la iglesia. El vidrio fue hecho a mano en Bélgica e instalado por trabajadores del vidrio locales originarios de ese país. Irónicamente, la mayoría de los trabajadores del vidrio inmigrantes belgas de Hartford City eran católicos que vivían en el otro lado (sur) de la ciudad. Aunque Hartford City tenía numerosas fábricas de vidrio locales en la década siguiente, Hartford City Glass Company era la única fábrica de vidrio de la ciudad en 1892. Por lo tanto, se puede suponer con seguridad que los trabajadores belgas del vidrio eran empleados de esa fábrica de vidrio. Los "veteranos" pueden recordar a los trabajadores belgas del vidrio como empleados de American Window Glass Company, que compró Hartford City Glass poco antes de 1900.
Bélgica es el sitio de múltiples ejemplos de la arquitectura de la catedral de Europa occidental. Los ejemplos incluyen la Catedral de San Miguel y Santa Gudula, la Catedral de Nuestra Señora, la Catedral de Tournai de Nuestra Señora de Flandes y otras. Durante el siglo XIX, Bélgica también contribuyó significativamente al renacimiento de la arquitectura de la Edad Media. Destacan especialmente las obras de los condados Jean-Baptiste Capronnier en vitrales y del barón Bethune en arquitectura. Un ejemplo estadounidense del trabajo de Capronnier con vitrales se puede encontrar en la “ventana de parábolas” en la Primera Iglesia Presbiteriana de Filadelfia.
Bélgica fue el principal exportador mundial de vidrio durante el siglo XIX y fue considerado uno de los principales fabricantes de vidrio plano.  Artesanos belgas, como Fourcault y Bicheroux, continuaron la excelencia de la fabricación de vidrio belga haciendo contribuciones significativas a los procesos de fabricación de vidrio durante el comienzo del siglo XX.  Esta ventaja tecnológica permitió a Bélgica ser el principal exportador de placas y vidrio pulido a los Estados Unidos a principios del siglo XX antes de la Primera Guerra Mundial

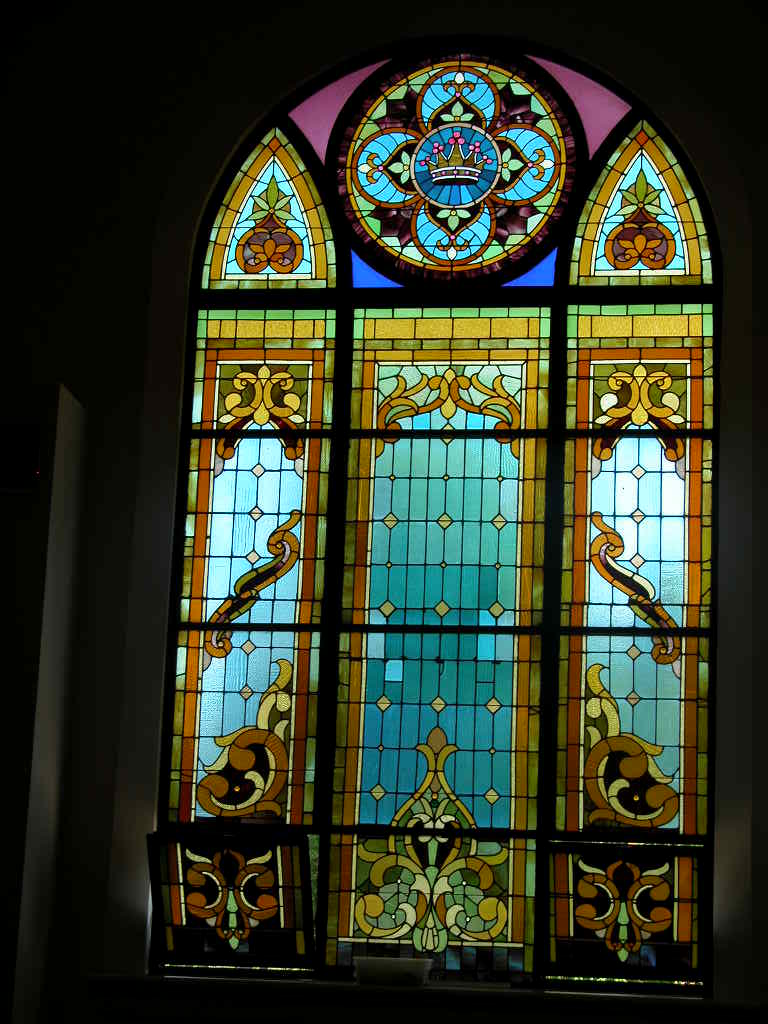
Gran vitral en el lado de Franklin Street

Las vitrales de la Iglesia Presbiteriana de Hartford City todavía tienen colores excepcionalmente vívidos, y estos colores pueden ser difíciles de duplicar. Con la excepción de los escritos del monje Theopiles, las "recetas" para varios colores de vidrio a menudo se mantenían en secreto en el momento en que se creó el vidrio de la iglesia; no había derechos de autor ni patentes. Los conocimientos sobre la coloración del vidrio se transmitían a menudo de forma oral de maestro a aprendiz. El tono exacto del color del vidrio dependía de los ingredientes secretos, el tiempo que el vidrio fundido estuvo en la "olla" e incluso la composición de la olla. Algunos de los ingredientes utilizados para colorear el vidrio ya no se usan porque finalmente se descubrió que los productos químicos eran peligrosos para la salud del vidriero.
Durante la Edad Media, los vitrales y otras obras de arte se usaban a menudo en las iglesias para educar a los analfabetos. La Biblia del hombre pobre es el término que finalmente se utilizó para describir las obras de arte utilizadas de esta manera. Algunas ventanas usaban escenas literales de la Biblia cristiana, mientras que otras ventanas usaban simbolismo para representar las enseñanzas de la Biblia. Las numerosas vitrales de la Iglesia Presbiteriana de Hartford City continúan esta tradición con escenas bíblicas y simbolismo.
A primera vista, la enorme ventana en la pared oeste de la iglesia (ver foto de High Street) parece ser un diseño geométrico elaborado sin símbolos cristianos obvios. En cambio, la ventana está llena de simbolismo. La parte circular en la parte superior de la ventana se llama rosetón. Este tipo de vitral fue popular en las catedrales románicas y góticas. El pórtico oeste de la catedral de Tournai es un ejemplo de un rosetón en Bélgica. La Catedral de Notre Dame en París, Francia, es otro ejemplo de catedral con un rosetón en la fachada occidental. La ubicación del lado oeste es típica de un rosetón y permite que la luz del sol de la tarde realce la belleza de la ventana para el espectador dentro de la estructura. Durante los siglos XIX y XX, los rosetones solían estar dedicados a la Virgen María, la madre de Jesús. El centro del rosetón de la Primera Iglesia Presbiteriana de Hartford City, con su anillo de oro, representa a Cristo como la “luz” central. "Cristo" está rodeado por doce objetos: los doce discípulos. Debajo de la rosa hay cuatro lancetas que representan a los cuatro escritores de los evangelios. Esta ventana, típicamente dedicada a la madre de Cristo durante el siglo XIX, es un monumento a la madre de su patrocinador, y sigue la tradición por su ubicación en el lado occidental de la iglesia.
Mientras que la ventana occidental de la iglesia contiene algo de simbología femenina, la otra ventana grande, ubicada en el lado norte, es masculina con una corona que simboliza a Jesucristo el Rey. Más ejemplos de mensajes contenidos en los vitrales de la iglesia se enumeran a continuación, y se pueden encontrar en las diversas fotos aquí.
La mayoría de los rosetones de vitrales (manchadas) de arte en catedrales e iglesias en el Reino Unido, Europa y los EE. UU. Presentan ricos colores primarios de azul profundo, violeta, rojo, verde y dorado. El vidrio artístico en la ventana principal oeste en el santuario de la Primera Iglesia Presbiteriana de Hartford City es único en el sentido de que utiliza casi en su totalidad colores pastel y apagados para transmitir belleza natural y significado sagrado.
Los diversos tonos de azul claro representan el firmamento, el cielo, el aire, que contiene humedad, lluvia y agua para reponer la tierra. Los muchos verdes apagados representan el dosel de hojas por encima de la cabeza, la clorofila, la fotosíntesis, el ciclo de vida en la naturaleza, la conexión con el firmamento por el intercambio de oxígeno y dióxido de carbono, y toda la vida orgánica. Aunque pueda sonar ambicioso para el artesano del siglo XIX, estas representaciones son obvias en los escaparates cuando se las comprende y busca.
Los muchos azules claros y verdes apagados en la ventana principal del oeste representan la historia inicial del libro de Génesis: En el principio, Dios creó los cielos y la tierra: el firmamento, el cielo, los procesos naturales de la luz del sol, el aire y el agua que nutren la tierra, suelo, vegetación en crecimiento, el ciclo de vida orgánico que sustenta la vida humana. Existe tanto el qué como el por qué del diseño artístico en vidrio: Dios creó la vida orgánica en azules y aceitunas, acentuada con malvas y verde azulado y todo tipo de pasteles. ¿Y por qué? Dios creó la vida orgánica para sustentar su creación más amada, la vida humana.
Hechos 17: 22-31, el apóstol Pablo se dirige a la intelectualidad de Atenas reunida en la colina de Marte frente al Partenón en la Acrópolis. En medio de su explicación refutando las muchas estatuas de piedra que albergan a sus muchos dioses paganos, dice que el Dios verdadero no puede estar contenido en nada tallado por manos humanas, ya que el Dios verdadero " da a todas las personas vida y aliento y todas las cosas". Esta breve frase puede haber estado en la mente de los creadores, diseñadores y creadores de estas ventanas de vidrio artístico, como lo demuestra la "vida orgánica y el aliento aireado" representado por su hermoso e intrincado diseño.
El apóstol Pablo luego explica la razón de la vida y el aliento, que es, “que buscarían a Dios, si tal vez lo buscaran a tientas y lo encontraran, aunque Él no está lejos de cada uno de nosotros; porque en Él vivimos, nos movemos y existimos ". Dios da vida natural y aliento vivificante para que encontremos a Dios, quien con amor da vida y sentido a la existencia humana.
La evidencia final que confirma este verdadero significado de los colores naturales en la ventana oeste está en la ventana norte. Claramente representada está la belleza natural de los océanos que cubren casi el setenta por ciento de la superficie de la tierra, cuyo proceso de evaporación y condensación son la fuente de toda la vida en el firmamento y en la tierra. Sin los océanos, el resto de nuestro ciclo de vida terrenal no existiría. La ventana norte confirma la ventana oeste. Juntas, estos inestimables vitrales de arte de clase mundial son la historia única de la vida natural otorgada por Dios que permite que el esfuerzo humano se conecte con lo divino.
- Una simple escena de la natividad de Jesús que incluye la estrella de Belén.
- Una corona de espinas con una cruz rota que simboliza la crucifixión de Jesús.
- El Grial tradicional que simboliza la comunión.

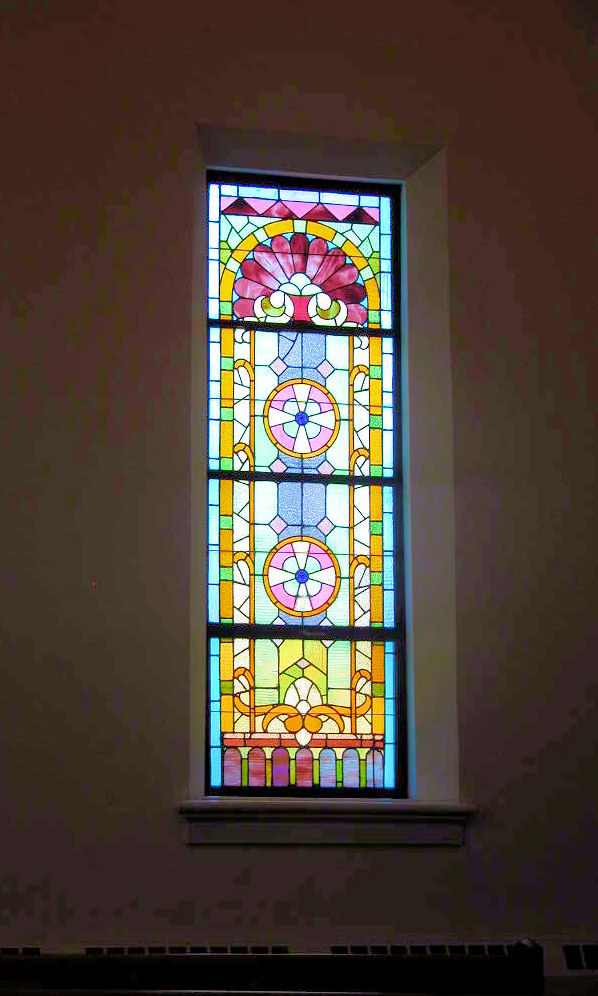
Diseño simple
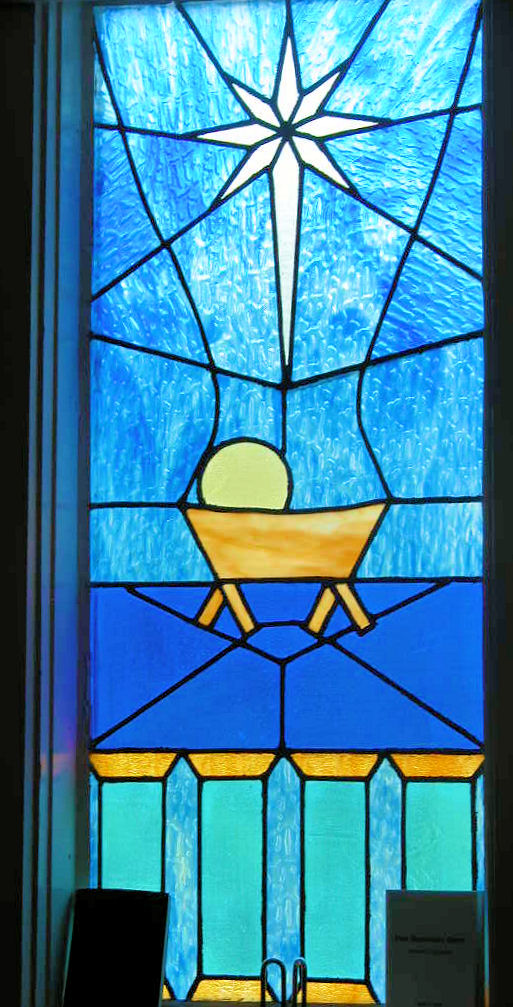
Escena de Navidad
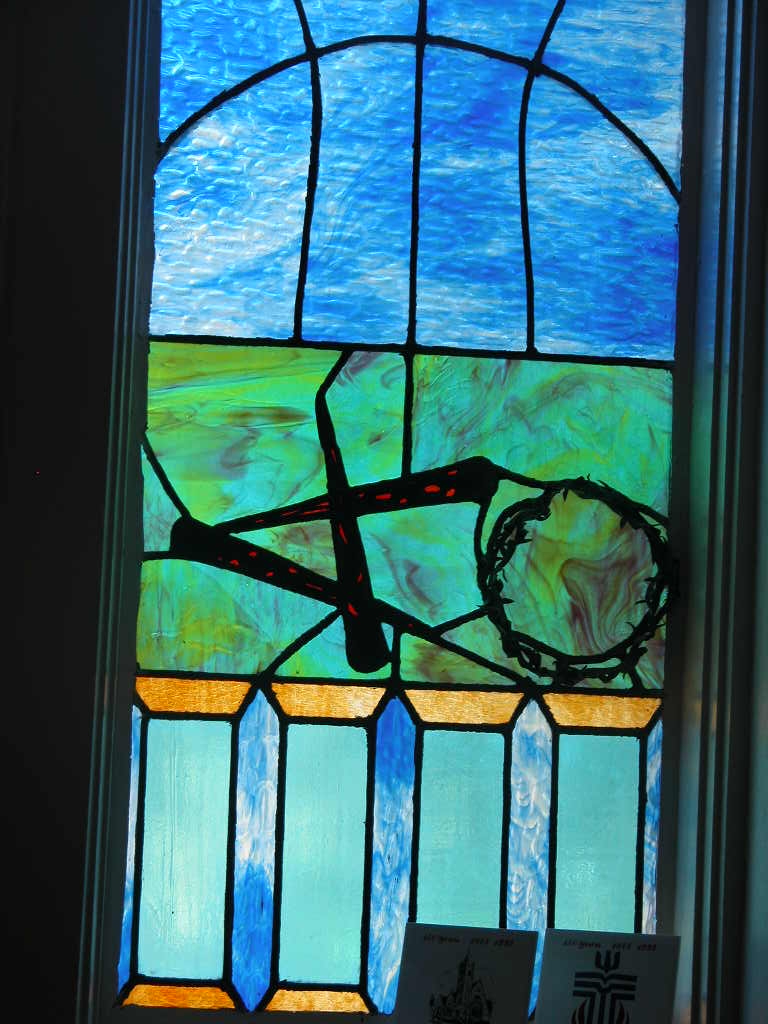
Crucifixión
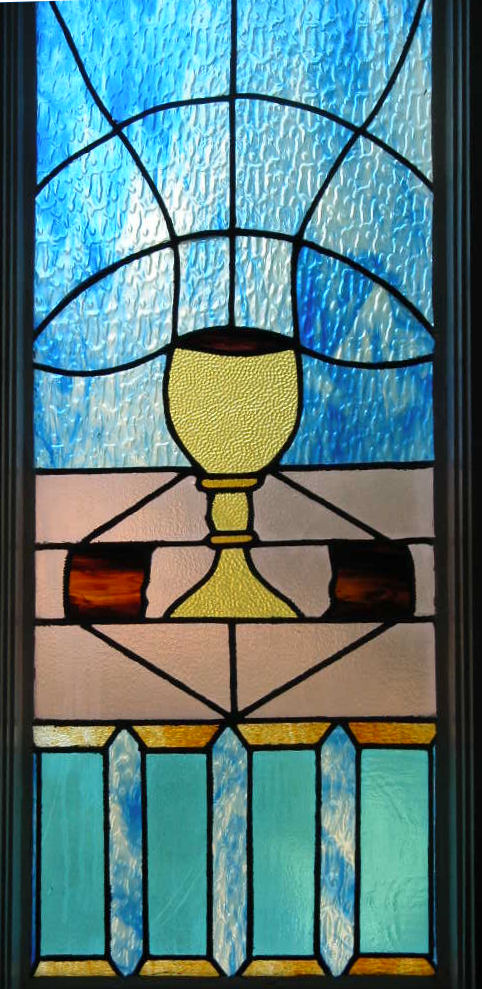
Santo Grial

## Adiciones y mejoras
El nuevo edificio renovó el interés en la Iglesia Presbiteriana. La membresía en 1895 creció a 253 y la inscripción a la escuela dominical superó los 300. Durante los primeros cien años, se hicieron cambios menores a la iglesia, incluyendo puertas móviles y modificaciones al santuario. Por ejemplo, observe la puerta en el lado sur de la pared oeste en el lado derecho de la imagen anterior a 1910 aquí (sección Construcción). Una foto de la iglesia de una publicación fechada en 1895 también muestra la puerta sur. La puerta ya no existe, como se puede ver en la imagen del muro oeste (lado de High Street) de 2010 (sección Arquitectura). La puerta debe haber sido removida temprano en la “vida” del edificio, ya que una postal de la iglesia fechada alrededor de 1910 tampoco tiene la puerta sur en el muro oeste.
Una de las primeras modificaciones al interior de la iglesia fue la ampliación del púlpito y la plataforma del coro. Esto se hizo para acomodar un coro más grande. La plataforma se volvió a ampliar en 1912, cuando la iglesia compró un órgano de tubos.
Durante la década de 1920, la asistencia a la Escuela Dominical alcanzó un máximo de 500. Debido al mayor número de asistentes a las clases de la Escuela Dominical, se propuso agregar un edificio al extremo este de la propiedad de la iglesia. Sin embargo, las preocupaciones sobre la deuda hicieron que ese plan se abandonara y se reemplazara por un plan de menor costo. El plan implicó cerrar la sala de conferencias este y se implementó a principios de la década de 1930. El resultado fue un balcón en el lado este del santuario y seis salones de clases. Unos años más tarde, en 1936, el santuario fue completamente redecorado.

Las décadas de 1930 y 1940 marcaron algunos de los años pico de asistencia de la iglesia. Las nuevas generaciones de nombres prominentes de la ciudad de la membresía de la iglesia del siglo XIX, como Emshwiller, Fulton, Gable y Willman, continuaron siendo parte de la congregación de la iglesia. La congregación también estuvo bien representada en la importante industria del vidrio de la ciudad, con apellidos como Crimmel (Sneath Glass Company) y Fulton (Fulton Glass Company). La membresía durante la década de 1940 fue tan alta como 438. El último cambio importante en la estructura de la iglesia se realizó en 1959, cuando se inició la construcción de un ala este. Actualmente, la campana (ver foto aquí) del campanario descansa en el suelo en el lado sur del edificio. La campana se retiró de la torre por motivos de seguridad y para reducir la tensión en la estructura de la torre.

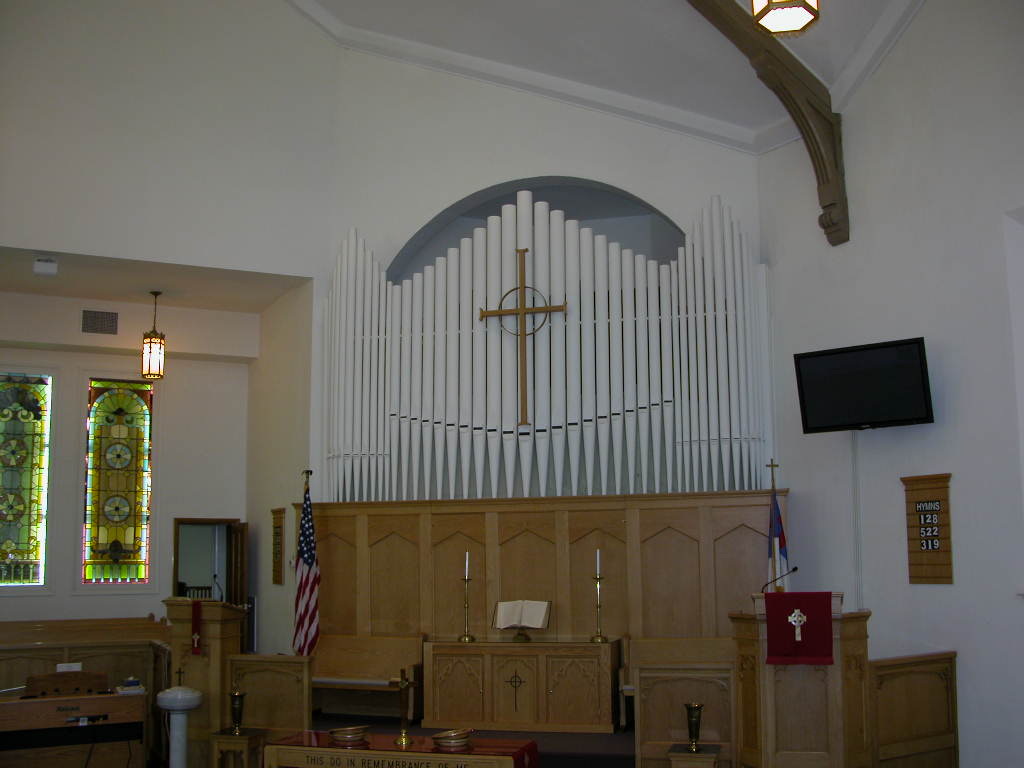
Púlpito y órgano de tubos en 2010

### Órgano
En 1908, la iglesia recibió un nuevo pastor, el reverendo George Sheldon. Después de un par de años, el reverendo Sheldon instó a la congregación a conseguir un órgano de tubos. Las diversas organizaciones de la iglesia comenzaron a recaudar fondos. Además, Andrew Carnegie donó 1000 dólares, quien se había retirado de sus muchas empresas comerciales y se había convertido en un filántropo conocido a nivel nacional. El nuevo órgano de tubos costó más de 2000 dólares y se instaló en 1912 después de que la plataforma del coro y el púlpito se ampliara para acomodar el nuevo instrumento. El recital de dedicación estuvo a cargo del profesor Isaac Norris de la Universidad DePauw. El primer organista regular fue el profesor Carl Bilby de Muncie. Se cree que el órgano de tubos es el primero de la ciudad y todavía se utiliza en la actualidad.

### Ala este
Una estructura de dos pisos con techo plano se agregó al lado este de la iglesia en 1960. La adición se llamó Westminster Fellowship Hall, y su propósito era el compañerismo y la educación cristiana. La planificación y la recaudación de fondos comenzaron en la primavera de 1958. Esta fue la única expansión a gran escala de la iglesia, y la construcción comenzó con una innovadora ceremonia en agosto de 1959. El pastor de la iglesia, John W. Halsey, y otros miembros de la congregación se turnaron para hacer una palada simbólica de la tierra. El costo de la expansión fue de unos 85 000 dólares.

## Congregación actual
En 2008, la congregación de la iglesia tiene 122 miembros. El reverendo David Smith es el pastor actual (2010). Si bien el total reciente de miembros refleja una disminución con respecto a los años pico anteriores a la Segunda Guerra Mundial, representa un pequeño aumento con respecto a principios de la década. La población de la ciudad ha disminuido desde la década de 1970, ya que la región ha sufrido los efectos de una industria automotriz estadounidense en problemas. Sin embargo, la Primera Iglesia Presbiteriana de Hartford City sigue siendo "un monumento del que ellos [la comunidad] pueden estar justamente orgullosos". La iglesia realiza servicios en el distrito histórico de la ciudad, en un edificio histórico, ubicado en un terreno comprado en 1868. Situada en la esquina de las calles Franklin y High, gran parte del edificio de la iglesia tiene el mismo aspecto que la estructura excepcional construida en 1892 y 1893.